# III Divisão
A III Divisão foi o terceiro escalão do futebol Português entre as épocas de 1947/48 até 1989/89 e o quarto escalão até a época 2012/13, no final da qual foi extinta.
Na última época esteve dividida em sete Séries (A, B, C, D, E, F e Açores, sendo que a série Madeira não se realizou em 2012/13). As Séries de A a F eram compostas por 12 equipas enquanto que a Série Açores era composta por dez equipas.
As Séries "Madeira" e "Açores" continham apenas equipas das respetivas Regiões Autónomas, enquanto que as restantes séries só admitiam equipas de Portugal Continental.
O campeonato era disputado em duas fases. Uma primeira fase regular em que as equipas da mesma série jogavam todas umas contra as outras a duas voltas e uma segunda série onde as equipas eram divididas em dois grupos: um grupo para determinar o campeão e as equipas que subiriam e um outro grupo para determinar quem desceria aos campeonatos regionais.

## Subidas e descidas
Nas séries continentais (A, B, C, D, E, F) os 12 clubes de cada série disputavam a primeira fase (22 jornadas) e depois os seis primeiros disputavam uma Fase de Subida e os seis últimos disputavam uma Fase de Descida aos Campeonatos Distritais, com metade dos pontos alcançados na fase regular. Subiam de divisão os dois primeiros de cada série da Fase de subida e desciam os três últimos de cada série da Fase de Descida.
A série Madeira disputava-se da mesma forma que as séries continentais porém, só o 1.º classificado da "Fase de Subida" subia de divisão. Contudo, a subida de divisão do campeão da Série Madeira só ocorria automaticamente se houvesse menos que seis equipas madeirenses a disputar o campeonato da 2ª Divisão ou no caso de haver seis equipas madeirense na 2.ª Divisão se pelo menos uma dessas equipas fosse despromovida. Caso a 2.ª divisão tivesse seis equipas madeirenses e nenhuma dessas equipas ficasse nas posições de descida o vencedor da Série Madeira disputaria com a equipa madeirense pior classificada da 2.ª divisão um play-off a duas mãos de acesso à 2.ª divisão onde o vencedor disputaria na época seguinte o campeonato da 2.ª divisão e o derrotado disputaria o campeonato da 3.ª divisão. Devido à limitação de só poderem disputar esta série equipas da Região Autónoma da Madeira o número de equipas que desceriam da terceira divisão - Série Madeira fase de manutenção para o Campeonato Regional da Madeira dependeria do números de equipas madeirense que desceriam da 2.ª divisão para a 3.ª divisão.
O número de equipas que desceriam da 3.ª divisão - Série Madeira para o Regional era igual ao número de equipas madeirenses que desceriam da 2.ª divisão para a 3.ª divisão mais dois, ou seja, se descessem zero equipas madeirense da 2.ª para a 3.ª divisão desceriam duas equipas da 3.ª divisão para os regionais, se descesse uma equipa madeirense (da 2.ª para a 3.ª) desceriam três (da 3ª para o Regional), se descessem duas equipas madeirense (da 2ª para a 3ª) desceriam quatro (da 3.ª para o Regional) e assim sucessivamente.
A Série Açores disputava-se com uma primeira fase com dez equipas. Após a 1.ª fase as quatro primeiras classificadas passariam para a "Fase de Subida" com a totalidade dos pontos conquistados na 1.ª fase, enquanto que as últimas seis disputariam a fase de manuntenção também com a totalidade dos pontos conquistados na 1.ª fase. Subiria de divisão o 1.º classificado, contudo a subida do campeão desta série procedia-se de forma semelhante à da Série Madeira, ou seja, só subiria automaticamente se houvesse menos que 6 equipas açorianas a disputar a 2.ª Divisão ou no caso de haver seis equipas açorianas e se pelo menos uma delas ficasse em posição de descida na 2.ª divisão. Caso houvesse seis equipas açorianas na 2.ª divisão e se nenhuma delas ficasse em posição de descida o vencedor da 3.ª divisão Série Açores disputaria um play-off a duas mãos com a equipa açoriana pior classificada da 2.ª divisão. O vencedor desse play-off disputaria na época seguinte o campeonato da 2.ª divisão e o derrotado disputaria o campeonato da 3.ª divisão. À semelhança da Série Madeira o número de equipas que desceriam da terceira divisão - Série Açores fase de manutenção para o Campeonatos Regionais dos Açores dependeria do números de equipas açorianas que desceriam da 2.ª divisão para a 3.ª divisão.
O número de equipas que desceriam da 3.ª divisão - Série Açores para os Regionais era igual ao número de equipas açorianas que desceriam da 2.ª divisão para a 3.ª divisão mais dois, ou seja se descessem zero equipas açorianas da 2.ª para a 3.ª divisão desceriam duas equipas da 3.ª divisão para os regionais, se descesse uma equipa açoriana (da 2.ª para a 3.ª) desceriam três (da 3.ª para os Regionais), se descessem duas equipas açorianas (da 2.ª para a 3.ª) desceriam quatro (da 3.ª para os Regionais) e assim sucessivamente.
Na eventualidade de descerem 13 ou 14 equipas de Portugal Continental da 2.ª divisão para a 3.ª divisão desceriam de divisão, juntamente com os três últimos de cada Série Continental (Serie A à F), o pior ou os dois piores 3.ª classificados das Fases de Manutenção das Séries Continentais.

## Lista de campeões

### Terceiro escalão: 1947 – 1990[1]
| - 1947/48 - Cova da Piedade - 1948/49 - Almada - 1949/50 - Ovarense - 1950/51 - Juventude de Évora - 1951/52 - Lusitano VRSA - 1952/53 - Vila Real - 1953/54 - Coruchense - 1954/55 - O Elvas CAD - 1955/56 - Almada - 1956/57 - Serpa - 1957/58 - Oliveirense - 1958/59 - Beira-Mar - 1959/60 - Benf. C. Branco - 1960/61 - Seixal - 1961/62 - Varzim - 1962/63 - SC Os Leões - 1963/64 - União de Lamas - 1964/65 - União de Tomar - 1965/66 - CD Montijo - 1966/67 - Vizela - 1967/68 - Seixal - 1968/69 - União de Lamas | - 1969/70 - Olhanense - 1970/71 - Cova da Piedade - 1971/72 - Caldas - 1972/73 - Lusitânia Lourosa - 1973/74 - Paços de Ferreira - 1974/75 - União de Santarém - 1975/76 - Portalegrense - 1976/77 - Rio Ave - 1977/78 - Sacavenense - 1978/79 - Bragança - 1979/80 - Vasco da Gama - 1980/81 - União de Coimbra - 1981/82 - Vizela - 1982/83 - Esperança de Lagos - 1983/84 - Sem Campeão - 1984/85 - União de Santarém - 1985/86 - Bragança - 1986/87 - Louletano - 1987/88 - Portalegrense - 1988/89 - Mirense - 1989/90 - Montijo |

### Quarto escalão: 1990 – 2013
| - 1990/91 - Vasco da Gama - 1991/92 - Trofense - 1992/93 - Odivelas - 1993/94 - Os Limianos - 1994/95 - CD Beja - 1995/96 - AD Fafe - 1996/97 - Dragões Sandinenses - 1997/98 - Vilafranquense - 1998/99 - SC Vianense - 1999/00 - Paredes - 2001/02 - Mafra |

A partir da Época 2000/01, com exceção da Época 2001/02, os vencedores de todas as Séries são declarados Campeões.
| Época   | Série A              | Série B            | Série C            | Série D         | Série E            | Série F            | Série Açores    | Série Madeira    |
| ------- | -------------------- | ------------------ | ------------------ | --------------- | ------------------ | ------------------ | --------------- | ---------------- |
| 2000/01 | Caçadores das Taipas | Vila Real          | Ol. Hospital       | Benf. C. Branco | Ol. Moscavide      | Amora              | Lusitânia       |                  |
| 2002/03 | Bragança             | Lixa               | Estarreja          | Alcains         | Sintrense          | Pinhalnovense      | Santo António   |                  |
| 2003/04 | Valenciano           | Ribeirão           | Penalva do Castelo | Benf. C. Branco | Casa Pia           | Atlético           | Operário        |                  |
| 2004/05 | Os Sandinenses       | Aliados de Lordelo | Nelas              | Portomosense    | Benfica B          | Silves             | Madalena        |                  |
| 2005/06 | Maria da Fonte       | Vila Meã           | U. Lamas           | Eléctrico       | Atlético           | E. Vendas Novas    | Lusitânia       |                  |
| 2006/07 | Valdevez             | Leça               | Anadia             | Caldas          | Caniçal            | Lagoa              | Angrense        |                  |
| 2007/08 | Mirandela            | Amarante           | Arouca             | Rec. Monsanto   | Oriental de Lisboa | Mineiro Alj.       | Praiense        |                  |
| 2008/09 | Vieira               | Paredes            | Tondela            | Sertanense      | Camacha            | Louletano          | Vitória do Pico |                  |
| 2009/10 | Macedo de Cavaleiros | Oliveirense        | Coimbrões          | Anadia          | Casa Pia           | Juventude de Évora | Madalena        | Andorinha        |
| 2010/11 | Mirandela            | Amarante           | Cinfães            | Monsanto        | Caldas             | E. Vendas Novas    | Angrense        | Ribeira Brava    |
| 2011/12 | GD Joane             | FC Cesarense       | Ac.Viseu           | Benfica CB      | CF Benfica         | Farense            | SC Lusitânia    | AD Pontassolense |
| 2012/13 | GD Bragança          | FC Felgueiras 1932 | AD Grijó           | GD Sourense     | SC Lourinhanense   | União Montemor     | SC Praiense     | Não se realizou  |

## Maiores vencedores
| Clube                    | Títulos | Época                              |
| ------------------------ | ------- | ---------------------------------- |
| Bragança                 | 4       | 1978/79; 1985/86; 2002/03; 2012/13 |
| Benfica e Castelo Branco | 4       | 1959/60; 2000/01; 2003/04; 2011/12 |
| Caldas                   | 3       | 1971/72; 2006/07; 2010/11          |
| Almada                   | 2       | 1948/49; 1955/56                   |
| Cova da Piedade          | 2       | 1947/48; 1970/71                   |
| Seixal                   | 2       | 1960/61; 1967/68                   |
| União de Lamas           | 3       | 1963/64; 1968/69                   |
| União de Santarém        | 2       | 1974/75; 1984/85                   |
| Vizela                   | 2       | 1966/67; 1981/82                   |
| Portalegrense            | 2       | 1975/76; 1987/88                   |
| Montijo                  | 2       | 1965/66; 1989/90                   |
| Dragões Sandinenses      | 2       | 1996/97; 2004/05                   |
| Vasco da Gama            | 2       | 1979/80; 1990/91                   |
| Vila Real                | 2       | 1952/53; 2000/01                   |
| Mirandela                | 2       | 2007/08; 2010/11                   |
| E. Vendas Novas          | 2       | 2005/06; 2010/11                   |
| USC Paredes              | 2       | 1999/00; 2008/09                   |
| 64 Clubes                | 1       |                                    |